# Barneveld
Barneveld (en bajo sajón neerlandés: Bar(r)eveld) es un municipio y una localidad de la provincia de Güeldres de los Países Bajos.

## Galería

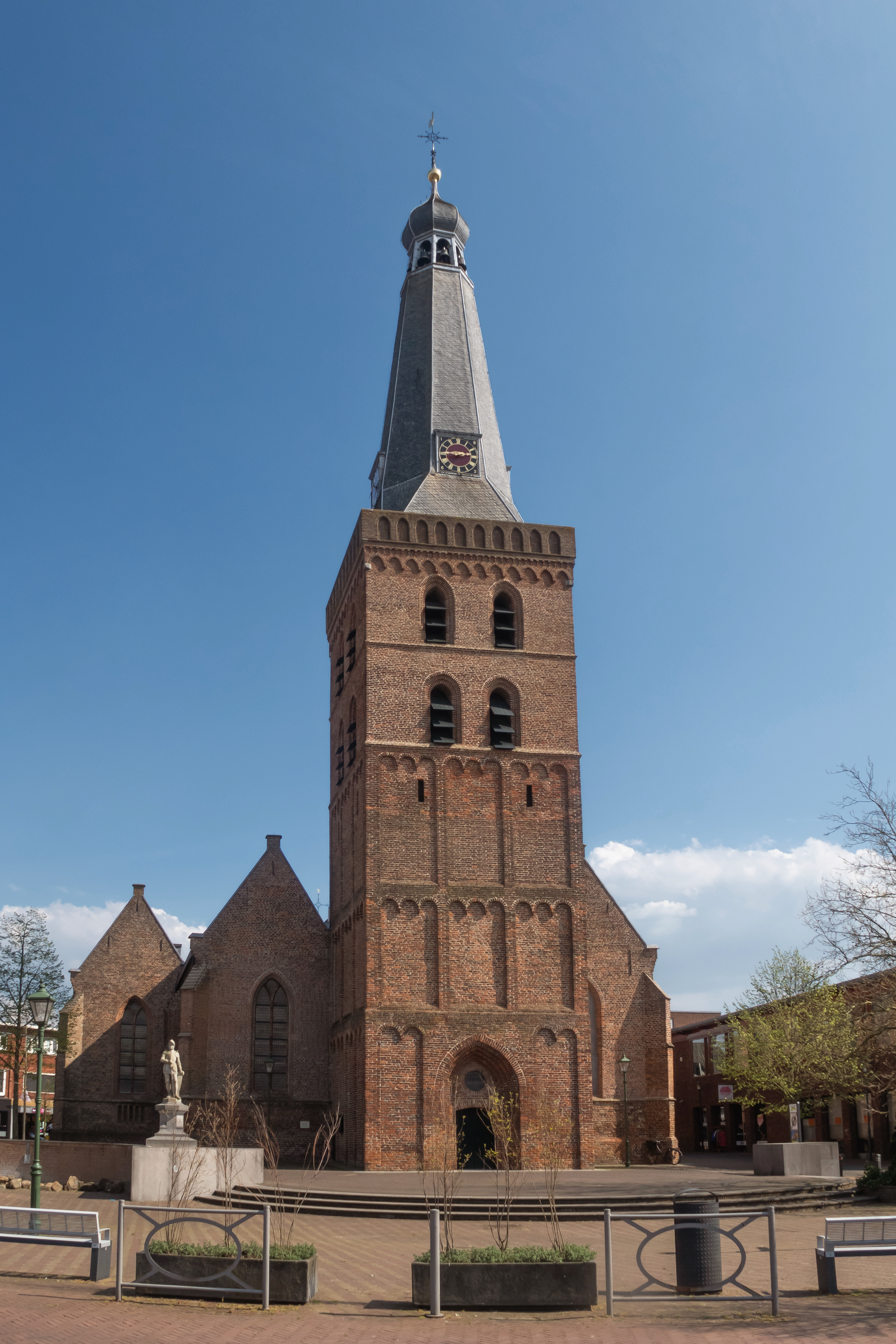
Barneveld, la iglesia protestante
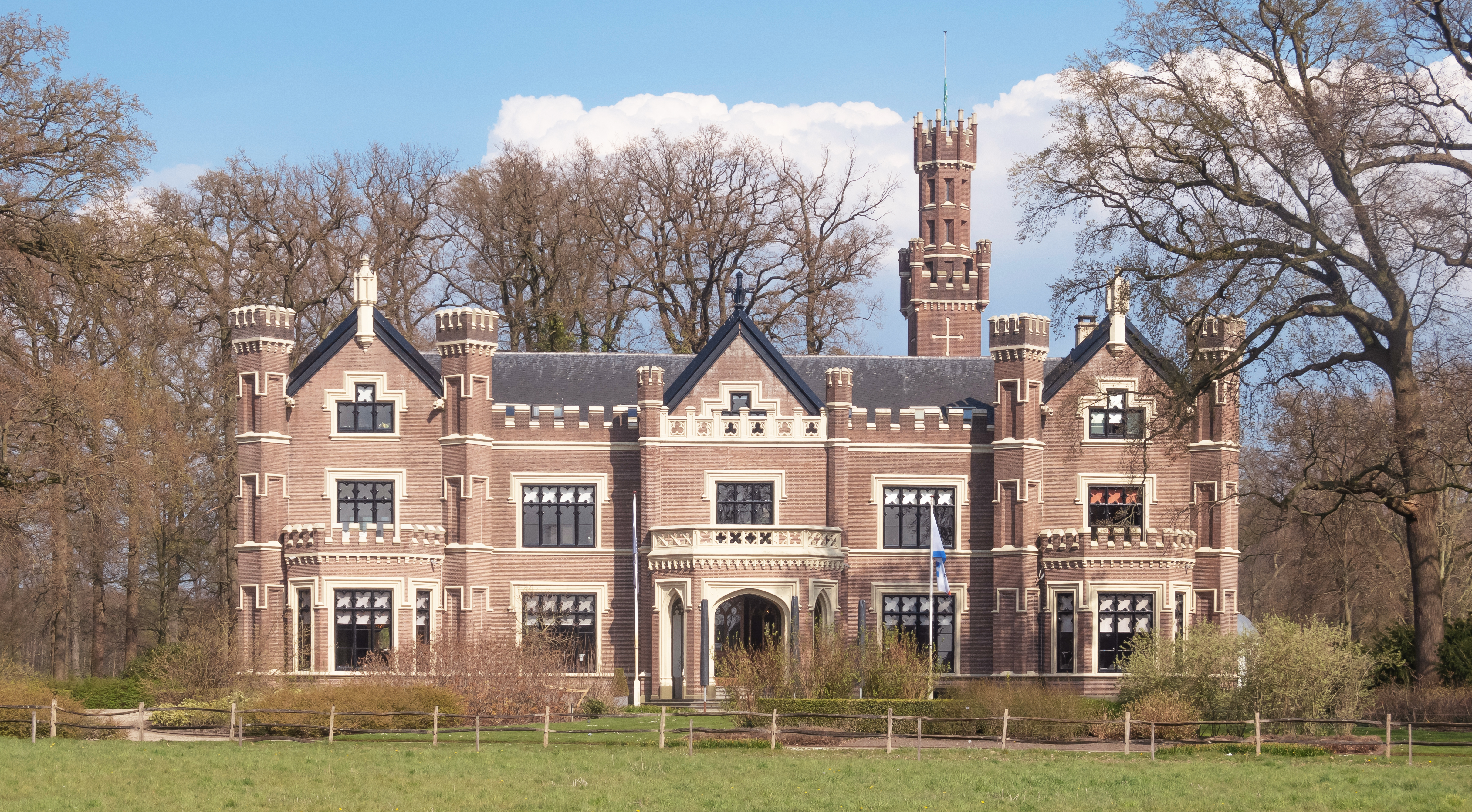
Barneveld, el castillo: kasteel de Schaffelaar
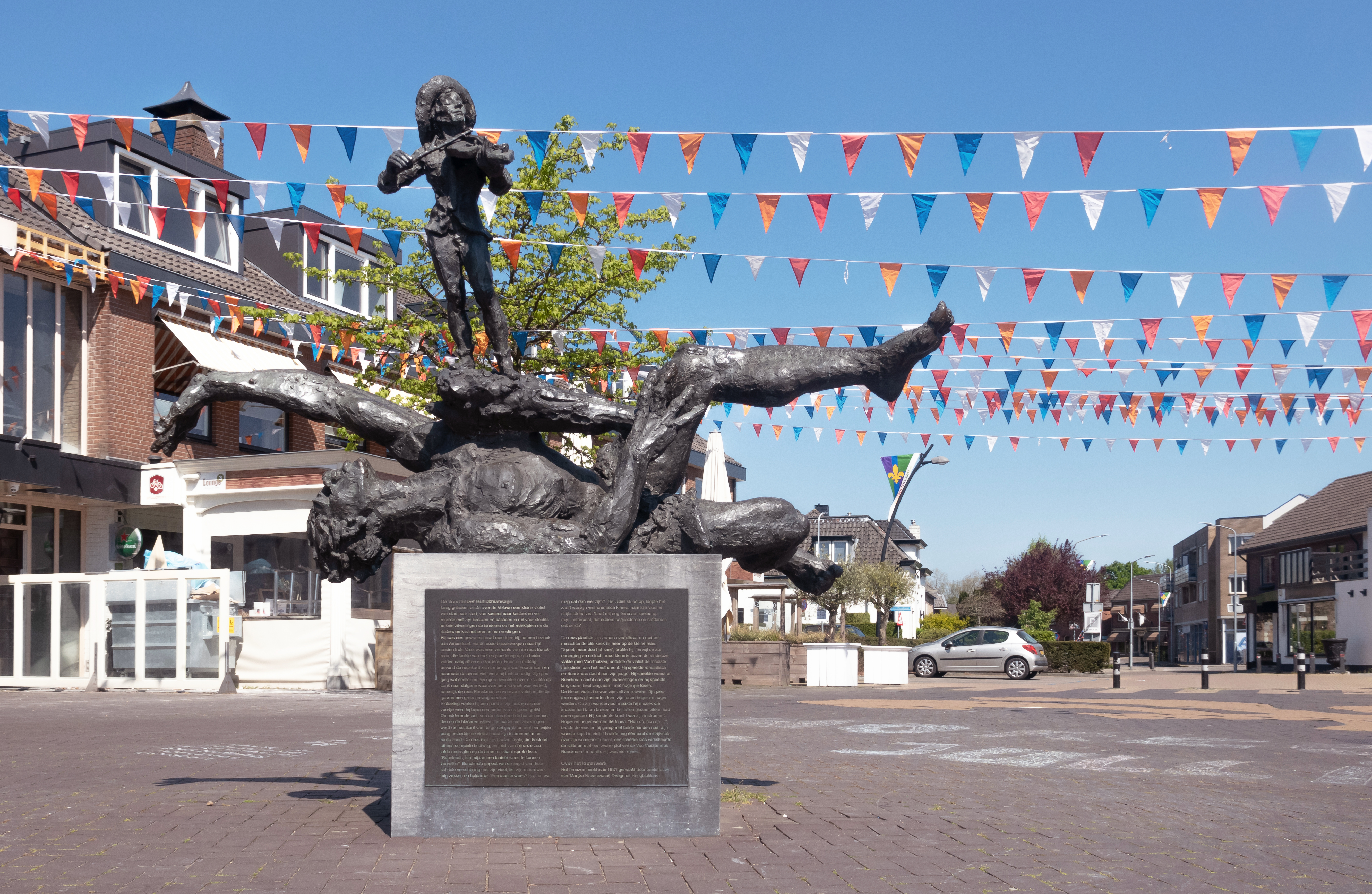
Voorthuizen, la escultura: el Voorthuizer Bunckmansage
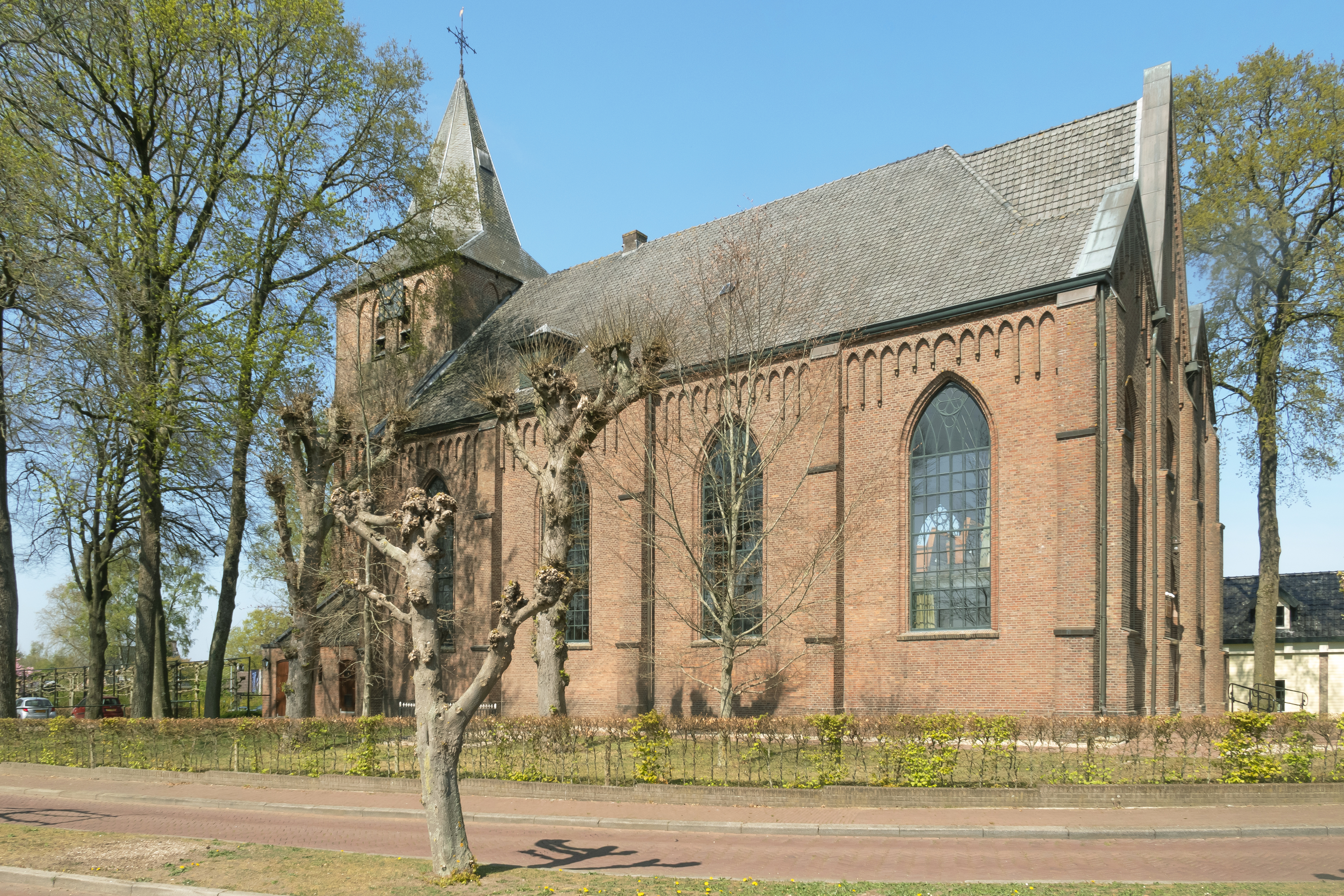
Garderen, la iglesia protestante
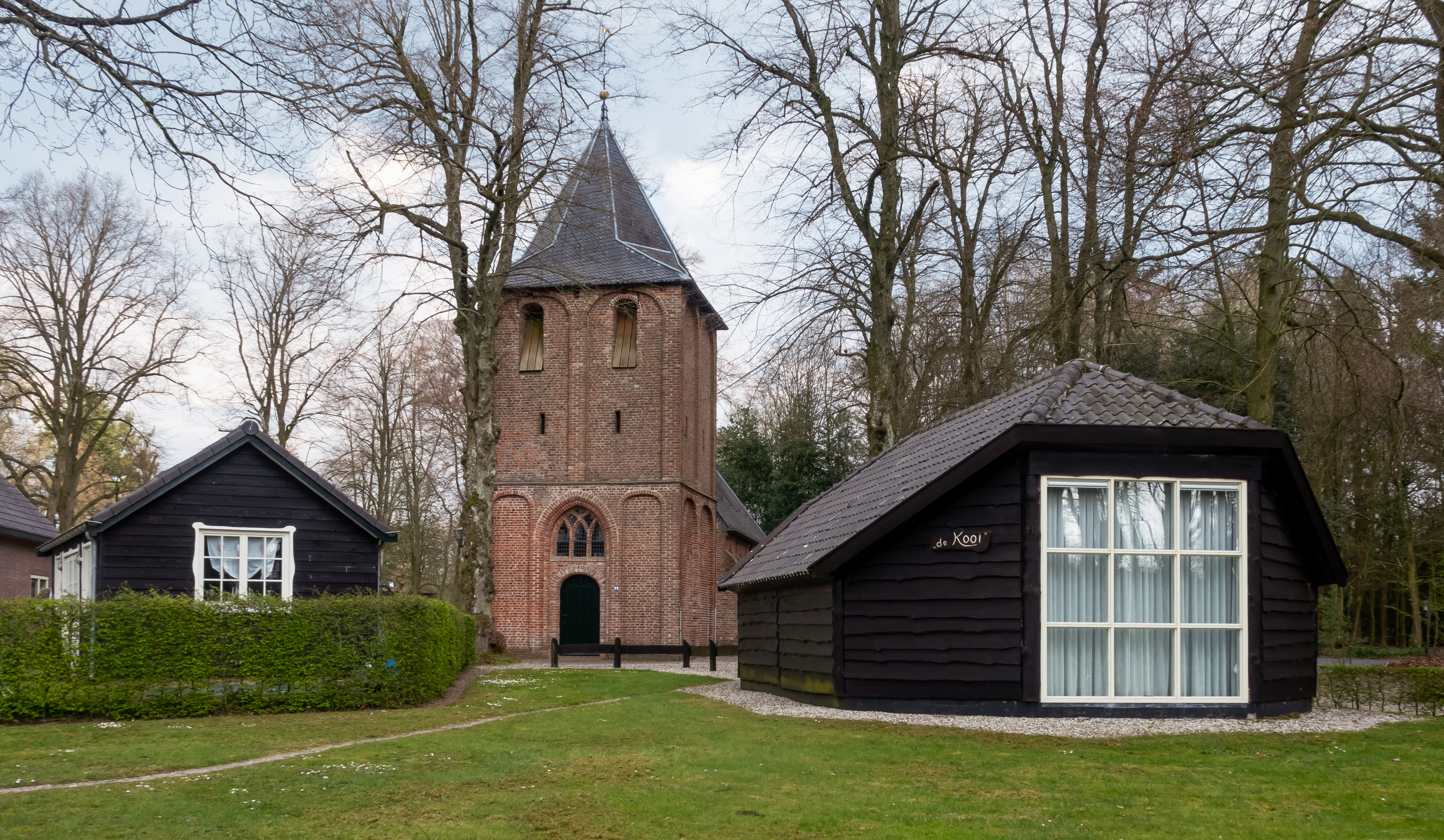
Kootwijk, la iglesia protestante
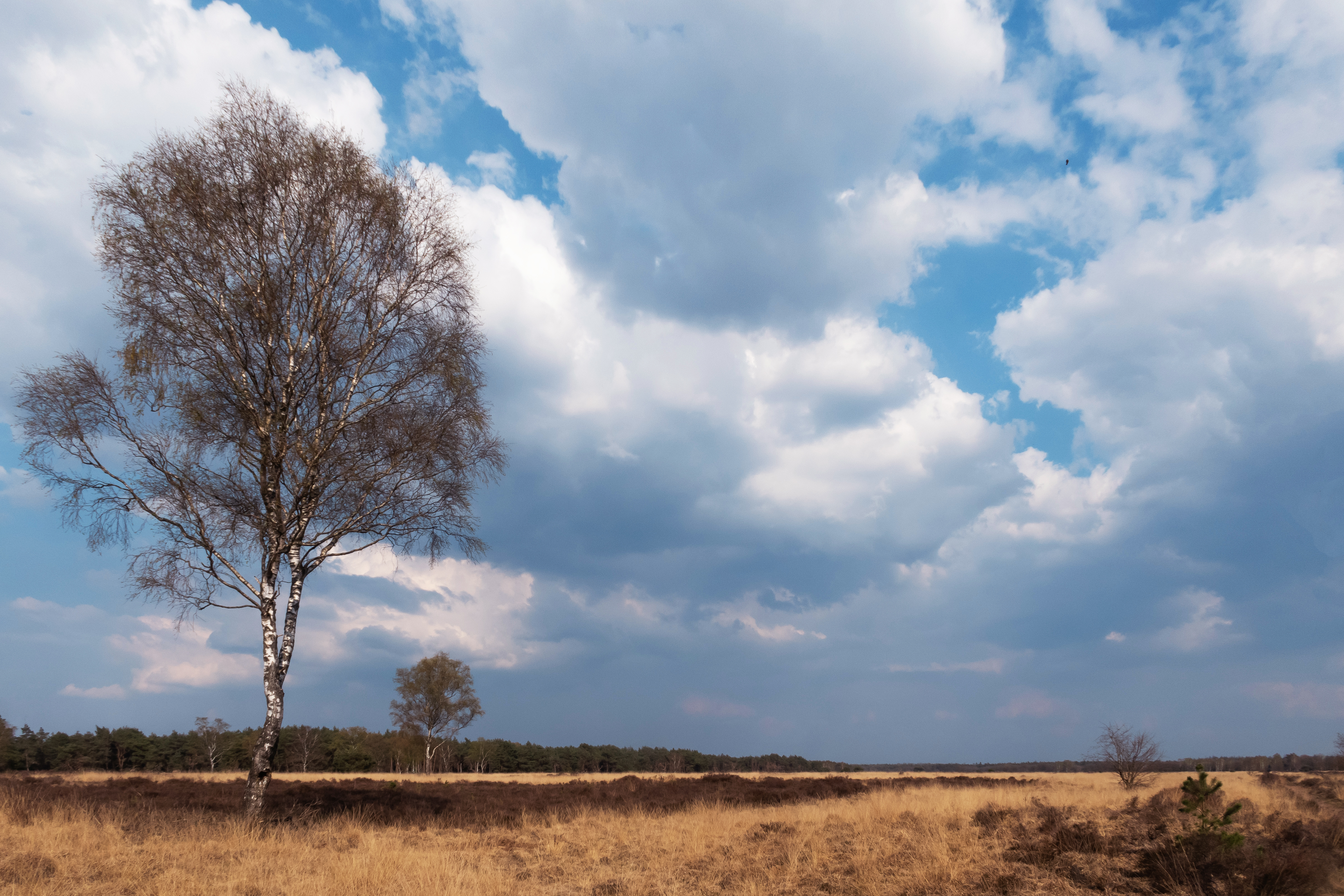
entre Stroe y Kootwijk, el árbol con brezos en el Veluwe